# دیک ساترلند
دیک ساترلند (انگلیسی: Dick Sutherland؛ ‏ ۲۳ دسامبر ۱۸۸۱ – ۳ فوریهٔ ۱۹۳۴) بازیگر اهل ایالات متحده آمریکا بود. وی بین سال‌های ۱۹۲۱ تا ۱۹۳۲ میلادی فعالیت می‌کرد.
از فیلم‌هایی که وی در آن نقش داشته‌است می‌توان به جوانک مبارز، دن خوان، شیخ اعرابی، مردی که دریانورد شد، پسر مامان‌بزرگ، مردان، کلبه عمو تام، نبرد قرن، وایکینگ و زندان اشاره کرد.